# ویلا پانچو (تگزاس)
ویلا پانچو (به انگلیسی: Villa Pancho) یک منطقهٔ مسکونی در ایالات متحده آمریکا است که در شهرستان کمرون، تگزاس واقع شده‌است. ویلا پانچو ۰٫۷ کیلومتر مربع مساحت و ۷۸۸ نفر جمعیت دارد و ۴ متر بالاتر از سطح دریا واقع شده‌است.